# Aetheomorpha semicincta
Aetheomorpha semicincta es un coleóptero de la familia Chrysomelidae.
Fue descrita científicamente por primera vez en 1922 por Weise.